# Jerzy Wincenty Wielhorski
Jerzy Wincenty Wielhorski herbu Kierdeja (ur. ok. 1755, zm. w 1809) – pisarz polny litewski w latach 1783-1790, konsyliarz konfederacji generalnej koronnej w konfederacji targowickiej, starosta kamieniecki, senator Imperium Rosyjskiego, szambelan królewski, komandor maltański.

## Życiorys
Był synem Michała kuchmistrza litewskiego i Elżbiety z Ogińskich. Żonaty z Zofią z Matiuszkinów. Miał synów Mateusza, Michała i Edwarda.
Komisarz w Komisjach Wojskowej i Skarbowej, poseł na sejmy. Ożeniwszy się z Rosjanką, sprzedał swoje dobra w Rzeczypospolitej i wyjechał do Rosji. Stronnik Stanisława Szczęsnego Potockiego, po uchwaleniu Konstytucji 3 maja w 1791, znalazł się w obozie malkontentów w Petersburgu. 
Jeden z twórców konfederacji targowickiej. Rotmistrz targowickiej formacji Brygady Kawalerii Narodowej Znaków Hussarskich pod Imieniem Województwa Bracławskiego. Po zakończeniu wojny polsko-rosyjskiej w 1792 udał się do carycy Katarzyny II w poselstwie dziękczynnym, za zbrojne poparcie Targowicy. W końcu 1792 mianowany posłem nadzwyczajnym i ministrem pełnomocnym konfederacji w Petersburgu w miejsce Antoniego Augustyna Deboli. W czasie insurekcji kościuszkowskiej Sąd Najwyższy Kryminalny skazał go za zdradę narodową na karę śmierci, wykonaną in effigie 29 września 1794. Po III rozbiorze Polski został szambelanem, a potem marszałkiem dworu cesarza Pawła I.
Był członkiem paryskiej loży wolnomularskiej Saint Lazare, w 1784 stanął na czele polskiej loży Bouclier du Nord. W 1790 odznaczony Orderem Orła Białego, w 1782 został kawalerem Orderu Świętego Stanisława, kawaler maltański od 1799.